# Oxalis simplex
Oxalis simplex är en harsyreväxtart som beskrevs av Salter. Oxalis simplex ingår i släktet oxalisar, och familjen harsyreväxter. Inga underarter finns listade i Catalogue of Life.